# Miltomiges
Miltomiges là một chi skippers thuộc họ Bướm nhảy.